# Меланохалеа перекладчатая
Меланохалеа перекладчатая (лат. Melanohalea trabeculata) — вид листоватых лишайников семейства Пармелиевые. Впервые официально описан в 1966 году финским лихенологом Теуво Ахти как Parmelia trabeculata. Тэд Эсслингер в 1978 году перевёл его в новый род Меланелия, который был создан для коричневых пармелиоидных видов. В 2004 году он перевёл его во вновь созданный род Меланохалеа.
Ахти собрал типовой образец в округе Кокран (провинция Онтарио, Канада) на западном берегу озера Мартисон на коре ствола дерева ивы. Он предположил, что это строго североамериканский вид с трансконтинентальным бореальным ареалом.